# Lorenzo Baldisseri
Lorenzo Baldisseri, né le 29 septembre 1940 à Pise (Italie), est un évêque italien, ancien secrétaire général du synode des évêques entre 2013 et 2020, et cardinal depuis 2014.

## Biographie
Ordonné prêtre à Pise en 1963, Lorenzo Baldisseri étudie à l'université pontificale du Latran, puis à l'université de Pérouse de 1970 à 1973, avant son affectation au service diplomatique du Saint-Siège, en poste au Guatemala (en). Dans ce cadre, il travaille dans de nombreux pays du monde. En 1992, Jean-Paul II le nomme nonce apostolique à Haïti. Dans le même temps, il est nommé archevêque titulaire de Diocletiana (de). Pendant son séjour en Haïti, Baldisseri est témoin de la guerre civile. Il est ensuite nommé à la nonciature apostolique au Paraguay (en) (1995-1999), en Inde (en) et au Népal (en) (2000-2002), et au Brésil (en) (2002-2012).
Le 11 janvier 2012, il est nommé secrétaire de la Congrégation pour les évêques, en remplacement du Portugais Manuel Monteiro de Castro, promu à la Pénitencerie apostolique quelques jours auparavant. À ce titre, il supervise la sélection des nouveaux évêques en dehors des territoires de mission ou des zones qui relèvent de la compétence de la Congrégation pour les Églises orientales, avant l'approbation du pape. Il organise aussi les visites ad limina que chaque évêque doit réaliser tous les cinq ans et il prépare la création de nouveaux diocèses.
Le 21 septembre 2013, lors du premier mouvement d'ampleur de son pontificat au sein de la curie, François le nomme secrétaire général du synode des évêques.
Le 16 décembre 2013, il est nommé par François membre de la Congrégation pour les évêques.

### Conclave de 2013
Traditionnellement, le secrétaire de la Congrégation pour les évêques est également secrétaire du Collège des cardinaux. Le 7 mars 2012, le pape Benoît XVI le nomme à ce poste. Il est donc le secrétaire du conclave de 2013 chargé d'élire le successeur de Benoît XVI. À l'issue du conclave, le 13 mars 2013, lorsqu'il promet obéissance au pape élu à la suite des cardinaux, celui-ci lui impose sa propre calotte cardinalice selon une tradition ancienne qui veut que le secrétaire du conclave soit nommé cardinal par le pape nouvellement élu lors du premier consistoire qu'il convoque,. Cette tradition n'a toutefois pas toujours été respectée.

### Cardinal
Le dimanche 12 janvier 2014, François annonce au cours de l’Angélus sa création comme cardinal qui aura lieu le 22 février 2014 en même temps que celle de dix-huit autres prélats.
Il est créé cardinal par le pape le 22 février 2014, comme annoncé, et reçoit la diaconie Sant'Anselmo all'Aventino comme titre cardinalice.
Le 22 mai 2014, il est nommé membre de la Congrégation pour la cause des saints et de la congrégation pour les évêques.
Il est nommé membre de la congrégation pour l'évangélisation des peuples le 13 septembre 2014.
Le 29 septembre 2020, il atteint la limite d'âge et ne pourra plus prendre part aux votes du prochain conclave.

## Succession apostolique
Lorenzo Baldisseri a ordonné les évêques suivants :
- Évêque Afonso Fioreze (pt), C.P. (2004)
- Évêque Severino Clasen (pt), O.F.M. (2005)
- Évêque Angelo Pignoli (pt) (2007)
- Archevêque Juarez Sousa da Silva (pt) (2008)
- Évêque José Moreira da Silva (pt) (2009)
- Archevêque Odelir José Magri (pt), M.C.C.I. (2010)
- Cardinal Jaime Spengler, O.F.M. (2011)